# Penguin Adventure
Penguin Adventure (jap.: 夢大陸アドベンチャー) ist ein Computerspiel, das 1986 von Konami veröffentlicht wurde. Das Spiel ist die Fortsetzung von Antarctic Adventure von 1983 und markiert das professionelle Debüt des Spieledesigners Hideo Kojima, der als Assistant Designer bei dem Projekt tätig war.

## Handlung
Die Geschichte handelt von Penta, einem Pinguin, der einen goldenen Apfel nach Hause bringen muss, um Penguette, die Pinguinprinzessin, zu heilen. Elf feindliche Charaktere versuchen, den Spieler auf dem Weg zur Prinzessin zu hindern. Nach jeder dritten Etappe erscheint ein Dinosaurier („Freezaurus“) als Endgegner.

## Spielprinzip
Im Spiel übernimmt der Spieler die Kontrolle über die Hauptfigur Penta in einem Pseudo-3D Jump & Run. Neben dem Steuerkreuz zur Bewegung ist ein Aktionsknopf zum Springen und ein Aktionsknopf zum Schießen nötig.
Die Spielfigur stirbt, wenn sie unterwegs auf feindliche Monster, Kugeln oder Hindernisse trifft. Außerdem hat jede Etappe ein Zeitlimit, das zum Verlust eines von insgesamt drei Leben führt, wenn das Ziel nicht innerhalb des Zeitlimits erreicht wird. Eine Berührung mit Felsen oder Treibholz führt ebenfalls zum Tod.
Das Spiel erweitert den Spielablauf von Antarctic Adventure erheblich, indem es eine größere Vielfalt an Etappen, Feinden und Rollenspiel-Elementen hinzufügt: Bosskämpfe, käufliche Gegenstände und mehrere Minispiele. Gegenstände können bei drei verschiedenen Fischern im Austausch gegen Fische gekauft werden, die Penta neue Fähigkeiten verleihen.
Das Leveldesign bietet Waldlevel, Eislevel, Wasserlevel, Höhlen und Weltraum-Bonuslevel. Es gibt mehrere Abkürzungen, die unter Löchern versteckt sind (die normalerweise eine Gefahr darstellen), die es dem Spieler ermöglichen, unterschiedliche Wege zu gehen. Das Spiel bietet auch mehrere Enden, wobei das versteckte gute Ende verfügbar ist, wenn der Spieler das Spiel eine bestimmte Anzahl von Malen pausiert. Im schlechten Ende stirbt die Prinzessin, während sie im guten Ende lebt; eine Idee, die Kojima später in Metal Gear Solid wiederverwendet.

## Technik
Mittels 2D Rastergrafik wird die Spielszene dargestellt. Der obere Bereich des Bildschirms zeigt die verbleibende Zeit, Distanz bis zum Ziel, Anzahl Fische in Besitz und die Geschwindigkeit an. Der Rest des Bildschirms zeigt die Spielszene: Ähnlich wie in einem Autorennspiel rennt Penta auf den Fluchtpunkt in der Mitte des Bildschirms zu. Die Landschaft, gesäumt von Hindernissen und Spalten im Boden, zieht links und rechts vorbei.

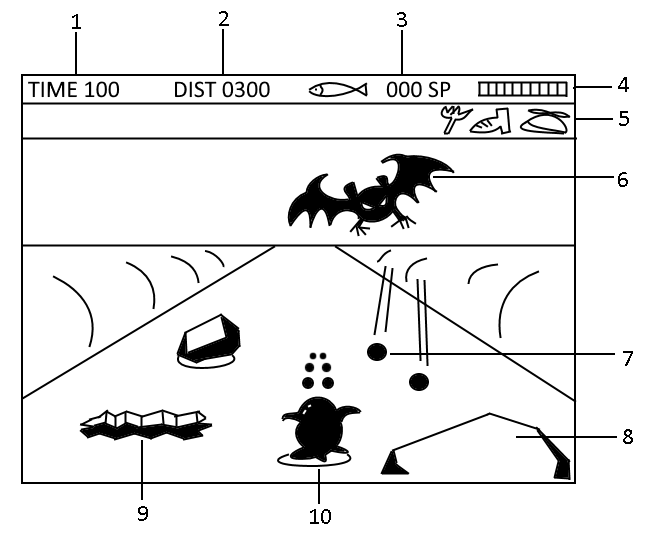
Szene (schematisch) aus dem Computerspiel Penguin Adventure

Im Bild aufgeführte Elemente:
1. Verbleibende Zeit
2. Distanz bis zum Ziel
3. Anzahl Fische in Besitz
4. Geschwindigkeit
5. Schätze
6. Feindlicher Charakter
7. Feindlicher Schuß
8. Hindernis (Felsen)
9. Spalte in Erde
10. Spielfigur (Penta)

## Entwicklungsdetails
Gelegentlich wird Penguin Adventure als das erste Werk von Hideo Kojima verortet, jedoch widerspricht Kojima:

„Penguin Adventure (MSX) ist nicht mein Regiedebüt. Als ich 1986 in das Unternehmen eintrat, wurde ich von meinem Chef gebeten, bei der Planung (Ideen) mitzuhelfen, und ich nahm eine Zeit lang daran teil. Einige der Bosskämpfe und Gimmicks basierten auf meinen Ideen, aber die Planung und das Spieldesign wurden von jemand anderem übernommen. Es scheint sich um ein Missverständnis zu handeln.“

## Rezeption
Die Zeitschrift Aktueller Software Markt vergibt beim Test der MSX-Version das Prädikat „Top Hit“:

„Nicht nur aufgrund seiner guten Grafik und seines ansprechenden Sounds, sondern auch wegen des abwechslungsreichen Geschehens kann ich dieses gleichwohl amüsante wie spannende Spiel jedem MSX-User nur wärmstens empfehlen.“